# Копанка (притока Малої Висі)
Ко́панка — річка у Маловисківському районі Кіровоградської області, ліва притока Малої Висі (басейн Південного Бугу).

## Опис
Довжина річки 10  км., похил річки — 4,3 м/км. Формується з декількох безіменних струмків та водойм. Площа басейну 78,7 км².

## Розташування
Копанка бере початок у селі Копанки і тече переважно на південний схід. У селі Моргунівка впадає у річку Малу Вись, ліву притоку Великої Висі.